# Spidey
Spidey est une ancienne revue pour la jeunesse éditée par les Éditions Lug proposant des comics d'origine Marvel. Il y eut 114 numéros d'avril 1979 à juillet 1989.
Proposant au départ des aventures de Spider-Man destinée à un jeune public, la revue se réoriente ensuite vers un public plus adolescent avec les aventures de Photonik qui, à la différence des autres titres, est une production française.
Le magazine publiera aussi  les Guerres secrètes, Puissance 4 (l'histoire de 4 enfants dotés de super-pouvoirs), Web of Spider-Man ou encore la réédition complète des anciens X-Men puis la parution de Facteur-X (une équipe composée justement des premiers X-Men).

## Séries publiées
- Spidey Super Stories (#1-14 et 21-46) dans les n°1 à 32
- Uncanny X-Men (#1-59 et 64-66) dans les n°17 à 79
- Et si...? (#1, 6-8, 15, 17, 19, 21, 24, 27-28, 30, 33, 35-38 et 42) dans les n°33 à 63
- Crystar (#1-11) dans les n°51-54 et 59-65
- Puissance 4 (#1-29 et 33-39) dans les n°64-85, 89-98, 103-107 et 111-112
- Les Guerres secrètes (intégralité des deux maxi-séries) dans les n°66 à 87
- L'Escadron suprême (#1-12) dans les n°87 à 99
- Facteur-X (#1-27 et Annual 2) dans les n°88 à 114
- Web of Spider-Man (#11-25, 39 et 45) dans les n°100 à 114
- Solo Avengers (#1-5) dans les n°108-110